# Elaphoglossum gillespiei
Elaphoglossum gillespiei är en träjonväxtart som beskrevs av Edwin Bingham Copeland. Elaphoglossum gillespiei ingår i släktet Elaphoglossum och familjen Dryopteridaceae. Inga underarter finns listade.